# رزا دلورو
رزا دلورو (به انگلیسی: Rosa DeLauro) نمایندهٔ حوزه انتخابیه سوم کنتیکت از حزب دموکرات ایالات متحده آمریکا در مجلس نمایندگان ایالات متحده آمریکا است که برای نخستین‌بار در ۵ ژانویه ۱۹۹۱ میلادی به‌عضویت این مجلس درآمد.